# The Field Mice
The Field Mice waren eine britische Indie-Rock Band aus London, die zwischen 1987 und 1991 existierte. Sie zählen als Vertreter des Twee-Pop und veröffentlichten ihre Platten auf dem einflussreichen Independent-Label Sarah Records.

## Geschichte
Der Sänger und Gitarrist Robert Wratten und der Bassist Michael Hiscock gründeten The Field Mice 1987 ursprünglich als Duo, die anderen Bandmitglieder schlossen sich erst später an. Ihre erste Single Emma's House, die nur von einem Drumcomputer begleitet ist, erschien im Jahr 1988. In der Folgezeit wurden sie zum Flaggschiff ihrer Plattenfirma Sarah Records und folgten ihrer Releasestrategie mit Singles, EPs und zwei Mini LPs. Nachdem die britische Presse die Gruppe zunächst abwertend als Twee-Pop bezeichnete, erhielten sie nun auch bessere Kritiken. Im August 1991 erschien die Kompilation Costal, bereits zwei Monate später folgte mit For Keeps das erste und auch letzte Album der Band mit voller Länge. Es enthielt, wie bereits die Mini LPs, keine der als Single veröffentlichten Lieder. Nach einer Schlägerei während eines Konzertes in Glasgow im November 1991 löste sich die Band auf, ein letztes Abschiedskonzert wurde in London gegeben.
Im Jahr 1993 formierten sich Robert Wratten, Annemarie Davies und Mark Dobson zur Band Northern Picture Library, die sich 1995 wieder auflöste. Wratten gründete daraufhin zusammen mit Beth Arzy die Trembling Blue Stars.

## Stil
Der Stil der Field Mice wurde als "pure, perfect pop" bezeichnet mit Einflüssen von Indie-Dance, Acid House, Dream Pop und Shoegazing, alles Ende der 80er Jahre aufkommende Musikstile.
Ihr Lied Missing the moon, das an New Order erinnert, wurde von Pitchfork in die Top 200 der 1990er Jahre aufgenommen. Die zweite Single von Saint Etienne aus dem Jahr 1990 war ein Cover von Let's Kiss and Make Up aus dem Field Mice Album Snowball.

## Diskografie

### Alben
- 1989: Snowball  (Mini-Album, Sarah 402)
- 1990: Skywriting (Mini-Album, Sarah 601)
- 1991: For Keeps (Sarah 607)

### Kompilationen
- 1991: Coastal (Sarah 606)
- 1998: Where'd You Learn to Kiss That Way? (Shinkansen Recordings)

### Singles und EPs
- 1988: Emma's House (Sarah 012)
- 1989: Sensitive (Sarah 018)
- 1989: The Autumn Store Part One (Sarah 024)
- 1989: The Autumn Store Part Two (Sarah 025)
- 1989: I Can See Myself Alone Forever (Caff Records)
- 1990: So Said Kay (Sarah 038)
- 1991: September's Not So Far Away (Sarah 044)
- 1991: Missing the Moon (Sarah 057)